# Дэвис-Уильямс, Шанезия
Шанезия Дэвис-Уилльямс (англ. Shanésia Davis-Williams, род. 30 сентября 1966) — американская актриса. Она родилась и выросла в Детройте, штат Мичиган, а затем переехала в Чикаго, штат Иллинойс, где окончила со степенью бакалавра Университет Де Поля. После она начала работать в университете как преподаватель актёрского мастерства.
Дэвис-Уилльямс начала свою карьеру на театральной сцене Чикаго, а в 1990-х появилась в нескольких кинофильмах, включая «С почестями» (1994) и «Адское такси» (1997). Её успехом стала регулярная роль в сериале CBS «Завтра наступит сегодня» (1996—2000), снятом в Чикаго. После завершения сериала она вернулась на сцену, периодически появляясь с небольшими ролями в кино, а в последние годы имела гостевые роли в сериалах «Детройт 1-8-7», «Кризис» и «Империя».